# AS Vutuka
AS Vutuka is een voetbalclub uit Congo-Kinshasa uit de stad Matadi. Ze komt uit in Linafoot, de hoogste voetbaldivisie van het land. De club won nog nooit de landstitel of de beker.